# جولز تورمن
جولز تورمن (انگلیسی: Jules Thurmann; ۵ نوامبر ۱۸۰۴ – ۲۵ ژوئیهٔ ۱۸۵۵) گیاه‌شناس، و زمین‌شناس اهل سوئیس بود.